# Men are my best friends
Men are my best friends je album sa stranim repertoarom koji je Radojka Šverko snimila za izdavačku kuću Playgroundmusic Scandinavia.

## Ideja i koncept albuma
Radojka Šverko domaćoj je publici poznata kao pjevačica s voluminoznim, baršunastim altom. To je tijekom jednog njenog nastupa u Švedskoj prepoznato od strane predstavnika lokalne diskografske kuće koji su joj predložili suradnju.
S obzirom na to da je Radojka Šverko u svom stranom repertoaru već dug niz godina imala pjesme koje u originalu izvode muški pjevači, a imajući u vidu upravo njezin specifičan vokal, odlučeno je da se na albumu nađu upravo takve pjesme. Na albumu su se tako našle našle skladbe, primjerice Bryana Adamsa, Eltona Johna, Steviea Wondera, itd.

## Popis pjesama
| Br. | Skladba                                 | Autor                        | Originalni izvođač             | Trajanje |
| --- | --------------------------------------- | ---------------------------- | ------------------------------ | -------- |
| 1.  | »Living for the city«                   | Stevie Wonder                | Stevie Wonder                  | 3:59     |
| 2.  | »Don't let the sun go down on me«       | Bernie Taupin, Elton John    | Elton John                     | 5:39     |
| 3.  | »Fragile«                               | Gordon Summer                | Sting                          | 4:18     |
| 4.  | »You can leave your hat on«             | Randy Newman                 | Randy Newman, Joe Cocker       | 4:15     |
| 5.  | »Please forgive me«                     | Bryan Adams, Robert Lange    | Bryan Adams                    | 5:23     |
| 6.  | »They won't go when I go«               | Stevie Wonder, Yvonne Wright | Stevie Wonder                  | 4:54     |
| 7.  | »Can we go higher«                      | Nenad Bach, John Timpane     | Nenad Bach                     | 4:16     |
| 8.  | »Hello«                                 | Lionel Richie                | Lionel Richie                  | 4:16     |
| 9.  | »How am I supposed to live without you« | Michael Bolton, Doug James   | Michael Bolton, Laura Branigan | 4:52     |
| 10. | »Bridge over troubled water«            | Paul Simon                   | Simon & Garfunkel              | 5:23     |
| 11. | »Help me make it through the night«     | Kris Kristofferson           | Kris Kristofferson             | 3:54     |

## Vanjske poveznice
- Službena web stranica Radojke Šverko - Men are my best friends